# Платформа Петрониус
Платформа Петро́ниус (англ. Petronius) — глубоководная нефтепромысловая платформа, управляемая компаниями Chevron и Marathon Oil Corporation, находящаяся в 210 км от Нового Орлеана в Мексиканском заливе.
Платформа Петрониус представляет собой башню, и является одним из самых высоких свободностоящих сооружений на Земле. Её общая высота — 609,9 м, высота надводной части составляет всего 75 м. Палубы платформы имеют размеры 64×43×18,3 м, на них установлена 21 скважина, общий вес конструкции — 43 тыс. т. В день добывается примерно 3 тыс. м³ нефти и 2 млн м³ природного газа.

## История
Платформа была построена в 1997—2000 годах для эксплуатации открытого в 1995 году Виоска Кноллом месторождения Петрониус (названного так в честь римского писателя Петрония). Подводная часть платформы имеет высоту 535 м. Конструкция платформы позволяет ей выдерживать «растяжения» по высоте до 2 % (в то время как обычные здания могут изменить свою высоту не более, чем на 0,5 %). Это сделано для того, чтобы платформа лучше переносила морские волны и порывы ветра.
Дж. Рэй Макдермотт использовал якорную систему для возведения платформы. Бюджет заказа составил 200 млн. долларов, а общая стоимость — 500 млн долларов.